# The Long Road Home (album)
The Long Road Home - The Ultimate John Fogerty - Creedence Collection è una raccolta del cantautore e chitarrista statunitense John Fogerty pubblicata nel 2005 dall'etichetta discografica Fantasy Records.

## Tracce
Testi e musiche di John Fogerty.
1. Born on the Bayou – 5:12
2. Bad Moon Rising – 2:19
3. Centerfield – 3:51
4. Who'll Stop the Rain – 2:27
5. Rambunctious Boy – 3:54
6. Fortunate Son – 2:19
7. Lookin' Out My Back Door – 2:32
8. Up Around the Bend – 2:40
9. Almost Saturday Night (Live) – 2:27
10. Down on the Corner – 2:45
11. Bootleg (Live) – 3:00
12. Have You Ever Seen the Rain? – 2:38
13. Sweet Hitch-Hiker – 2:56
14. Hey Tonight (Live) – 2:33
15. The Old Man Down the Road – 3:33
16. Rockin' All Over the World (Live) – 2:58
17. Lodi – 3:09
18. Keep On Chooglin' (Live) – 4:02
19. Green River – 2:33
20. Déjà Vu (All Over Again) – 4:13
21. Run Through the Jungle – 3:05
22. Hot Rod Heart – 3:29
23. Travelin' Band – 2:08
24. Proud Mary – 3:05
25. Fortunate Son (Live) – 2:58